# ジャン＝リシャール・ブロック
ジャン＝リシャール・ブロック（Jean-Richard Bloch、1884年5月25日 - 1947年3月15日）はフランスの作家、ジャーナリスト、文芸評論家、政治活動家。リセで歴史学を教える傍ら、反ユダヤ主義を批判する短編集『レヴィ』、小説『…会社』を発表。前衛文学・革命文学・プロレタリア文学の雑誌『レフォール・リーブル』を創刊・主宰。第一次大戦に出征してマルヌ会戦、シャンパーニュでの戦い、ヴェルダンの戦いで負傷。戦後、ロマン・ロランが起草した「精神の独立宣言」に署名し、この趣旨に基づく平和主義の文芸雑誌『ユーロープ』に寄稿。統一社会党（SFIO）および後身の共産党に入党したが、ソビエト連邦誕生（1922年）後のソ連共産党の一党独裁制に反対して離党。アンリ・バルビュスが結成した国際反戦・平和運動「クラルテ」、反ファシズム知識人監視委員会、国際革命作家同盟のフランス支部として設立された革命作家芸術家協会などに参加。同協会の機関誌『コミューン』をルイ・アラゴンと共同で編集。スペイン内戦が勃発するとフランス人民戦線によって取材や会談のために同地に派遣され、スペイン人民戦線政府（共和派）支援のために同政府の援助を得て創刊された共産党の機関紙『ス・ソワール』を再びアラゴンと共同で編集した。第二次大戦が勃発すると、ダラディエ内閣によって共産党の活動がすべて禁止されたため、ユダヤ人で共産党員という二重に困難な状況にあってモスクワに亡命し、フランス語版のラジオ番組を担当した（邦訳『裏切られたフランスより武器をもって起ち上ったフランスへ』所収）。戦後、1946年にフランス第四共和政の共和国評議会の議員に選出されたが、翌1947年に死去した。

## 生涯

### 背景
ジャン＝リシャール・ブロックは、ジャン・ブロックとしてパリのユダヤ人家庭に生まれた。父方の祖父はアルザス出身であったが、1870年の普仏戦争でフランス帝国がプロイセン王国に敗れ、アルザス＝ロレーヌがプロイセンに併合された1891年にブルゴーニュ地方に移住し、ヨンヌ県オセールで仕立屋を営んでいた。父リシャール・ブロックは奨学金を受けてパリのエコール・ポリテクニークに学び、国家公務員資格の土木技師（ingénieur des ponts et chaussées）のとしてパリ・オルレアン鉄道に勤務した。母ルイーズ・レヴィ（Louise Lévy）は同じく国家公務員資格の鉱山技師（ingénieur des mines）の娘として裕福な家庭に生まれた。母ルイーズは穏健派ユダヤ教徒であったが、父リシャールは理性主義の無神論者で、ジャンは思想・宗教的には父の影響を受けた。ブロックは3人兄弟で、弟のピエール・アブラアム（本名：ピエール・ブロック、1892-1974）は作家・ジャーナリストで、後に文芸雑誌『ユーロープ』や共産党の機関紙『ス・ソワール』などで兄シャンと活動を共にすることになる。

### 学業
早くから文学に関心を持ち、リセ・コンドルセに入学後、1899年、15歳のときに全国学力試験（Concours général）でフランス語の一等賞を受けた。リセの同級生であった言語学者のマルセル・コーアンによると、ブロックがユダヤ人であることを意識するようになったのは、ドレフュス事件（1894-1906）との関連でリセで反ユダヤ主義の学生から攻撃を受けたのがきっかけであった。社会主義に傾倒し、リセの哲学教員であったリュシアン・レヴィ＝ブリュールに勧められてワーグナーの音楽を聴き、トルストイやシャルル・ペギーを読んだ。また、コレージュ・ド・フランスの教授でインド学者の叔父シルヴァン・レヴィの自宅をたびたび訪れ、ここに集まる大学教員や作家・芸術家から知的な刺激を受けた。
1902年から1903年まで兵役に服し、ルーアン駐屯の歩兵第39連隊に配属になり、作家ロジェ・マルタン・デュ・ガール（1881-1958）に出会い、以後、生涯にわたって親交を深めることになった。
ソルボンヌ大学に入学し、社会主義の学生グループで活動した。文学学士の試験に落第し、1904年から歴史学・地理学の勉強を始め、歴史学者シャルル・セニョボスと地理学者ヴィダル・ドゥ・ラ・ブラーシュに師事した。ソルボンヌでは、後のリーデル出版社（1913年創刊、フランス大学出版局の前身）の編集長アルベール・クレミュー（1885-1954）に出会った。リーデル社はブロックが後に最も積極的に寄稿することになる文芸雑誌『ユーロープ』を刊行した出版社であり、クレミューは同誌の初代編集長である。
1905年1月にロシアで血の日曜日事件が起こったとき、ブロックはソルボンヌ大学内でロシア革命を支持する署名運動を行った。
アルザス出身の繊維業者の娘で後の小説家・伝記作家アンドレ・モーロワ（本名：エミール・エルゾグ）の妹マルグリット・エルゾグと出会い、1907に結婚。4子をもうけた（マリアンヌ（1909-2003）、ミシェル（1911-2000）、フランス（1913-1943）、クロード（1915-2009）、後述）。彼女は後にブロックとともに共産党に入党し、フランス女性連合（Union des Femmes de France）や平和運動でも主導的な役割を担った。著書に『フランス人民と共に歩んだ道において - 1940年6月12日から29日まで（Sur les routes avec le peuple de France. 12 juin - 29 juin 1940）』などがある。
1906年に高等研究学位（Diplôme d'études supérieures）を取得し、学位論文「フランソワ1世治世下のフランスにおける綬爵 - 16世紀初頭のフランス貴族の法的・経済的地位の定義の試み」は推敲の後、1934年に発表した。

### リセの教員、小説家
翌1907年に歴史学・地理学のアグレガシオン（大学教授資格）を取得し、1907年から1908年まで、ブルゴーニュ地方ジュラ県のロン＝ル＝ソーニエ、次いで1909年までヴィエンヌ県ポワティエ（ヌーヴェル＝アキテーヌ）のリセで教鞭を執った。この傍ら、戯曲、短編などを多数執筆し、しばしばスイスに滞在し、ベルギー、英国、ドイツ、イタリアなどを訪れたが、1910年に執筆活動に専念するために教員を辞任し、1911年にポワティエ郊外に家を購入し、「ラ・メリゴット（La Mérigotte）」と名付け、以後、画家ベルナール・ノーダンやガストン・ティーソン、ベルトルド・マーン、ディエゴ・リベラ（メキシコ）、作家ルイ・アラゴン、ロマン・ロラン、ジュール・ロマン、シュテファン・ツヴァイク（オーストリア）ら多くの芸術家を迎え入れ、スペイン内戦中はスペインからの亡命者の隠れ家となったが、第二次大戦中にユダヤ人の財産としてナチス・ドイツに没収されることになる（後述）。
1908年、24歳のときに最初の戯曲『心配性（L’Inquiète）』を執筆し、オデオン座の責任者アンドレ・アントワーヌに送ったところ、以後、アントワーヌとの手紙のやり取りが始まり、1911年に上演の運びとなった。1911年に執筆した最初の短編「レヴィ」はドレフュス事件をきっかけに追究してきた反ユダヤ主義の問題を扱った作品であり、同年、『新フランス評論（NRF）』（1908年にアンドレ・ジッドらによって創刊され、1912年までジッドが編集長を務めた文芸雑誌）に発表され、翌1912年に『レヴィ - 第一短編集』としてNRF出版社から刊行された。さらに、1914年に書き上げた小説『…会社』（第一次大戦のために発表が遅れ、1918年に刊行）もドレフュス事件を背景にユダヤ人の社会的・文化的排除を扱った作品であり、併せて、アルザス＝ロレーヌ併合後にアルザスからフランスに移住して家業再建に取り組んだユダヤ人一家を描くという自伝的（家族史的）な小説である。

### 文学雑誌の創刊・主宰
1910年、ポワティエで「ラ・メリゴット」に集まる作家・芸術家の協力を得て、左派の文学雑誌『レフォール（L'Effort、努力、取組み）』を創刊した（創刊号は1910年6月1日付）。1912年3月に『レフォール・リーブル（L'Effort libre）』に改称し、1914年6月に終刊となるまで、アンドレ・スピール、シャルル・ヴィルドラック、アンリ・バシュラン、レオン・バザルジェット、ピエール・ジャン・ジューヴ、ルイ・ナジら新しい芸術を目指す若手作家を中心に、ロマン・ロラン、ルネ・アルコス、ジュール・ロマン、アンリ・バタイユ、ルイ・シャドゥルヌ、ジョルジュ・シュヌヴィエール、ジョルジュ・デュアメル、リュック・デュルタン、ポール・フォール、アンリ・ゲオン、アンリ・ギルボー、ヴァレリー・ラルボー、フィレアス・ルベーグ、カミーユ・ルモニエ、ロジェ・マルタン・デュ・ガール、マルセル・マルティネ、シャルル・アルベール（Charles Albert）らが寄稿し、ノーダン、ティーソン、アンリ・ドゥーセ、フランシス・ジュールダンらが挿絵を描いた。歴史学者のクリストフ・プロシャソンは『レフォール・リーブル』誌について「1910年代の若い知識人に影響を及ぼした重要な文化の変容が起こった場の一つ」であり、寄稿者の「多くが新しい「文明」に希望を抱き、前衛の使命を担っていると確信する社会主義、無政府主義、サンディカリスムの若い知識人であった」と説明している。一方、ブロック自身は『レフォール・リーブル』と改称した後、「革命芸術」、すなわち、「時代を揺るがす運動をすべて念頭に置いた芸術」を目指すと編集方針を明確にした。
1913年、シャルル・アルベールが同誌に「人民の芸術は可能か」と題する書状を掲載し、これに対してマルセル・マルティネがプロレタリア芸術に関する記事を掲載。これを機に、ブロック、アルベール、マルティネのほか、バザルジェット、スピール、ティーソン、ヴィルドラックらが「知識人協同組合」という名称で行動委員会を結成した。さらに1913年8月には、労働者が「将来のプロレタリアートの大事業の基盤を築いた今」、『レフォール・リーブル』誌は「今後の改革に協力」し、「革命文明の雑誌」を目指すと、前衛文学から革命文学・プロレタリア文学への転換を明らかにした。『レフォール・リーブル』誌は第一次大戦の勃発によって1914年6月に終刊となったが、ブロックは戦後（1920年）、同誌に掲載した主な記事を『謝肉祭人形は死んだ - 現代について理解を深めるための最初の随筆』として刊行した（著書参照）。

### 政治活動
統一社会党（SFIO、1905年結成された労働インターナショナル・フランス支部）に入党し、ポワティエの社会主義部門の事務局長を務め、1910年2月にはニーム党大会にヴィエンヌ県代表として出席して、同党の指導者ジャン・ジョレスに出会った。1911年にはヴィエンヌ県の社会主義連盟の事務局長に就任し、同連盟の機関誌『ヴィエンヌの社会主義者（Le Socialiste de la Vienne）』に寄稿し始めた。
1913年から翌14年までは再び教職に就き、フィレンツェのアンスティチュ・フランセ（Institut français de Florence）で歴史学を教えた。これは1906年に作家・イタリア文学・歴史専門家のジュリアン・リュシェールが創設した世界初のアンスティチュ・フランセであり、初期の教授陣には歴史学のブロックのほか、文学・文学評論ではロマン・ロラン、ルイ・シャドゥルヌ、バンジャマン・クレミュー、美術史家のエミール・ベルトー、音楽学者のポール＝マリー・マソンらがいた。イタリア滞在中は（共産党結成前の）統一社会党の機関紙『リュマニテ』の特派員として、1914年4月に開催されたイタリア社会党のアンコーナ党大会について報告した。なお、この間にブロックが当時まだ社会党員であったムッソリーニから受け取った手紙6通が1987年の『近現代評論（Revue d’histoire moderne et contemporaine）』誌に掲載された。
1914年、第一次大戦が勃発すると、8月3日にポワティエ駐屯の連隊の伍長として従軍した。9月10日にマルヌ会戦で負傷。1915年に少尉に昇格し、前線に戻ったが、9月末にシャンパーニュで再び負傷。再度、前線に戻ったが、1916年6月、ヴェルダンの戦いで負傷した。検査の結果、もはや兵役には不適格とされ、マルヌ県ランスの軍事基地の地図製作部門に転属され、次いでフランス軍の通訳・連絡将校としてイタリアで軍務に服した。1919年1月、クロワ・ド・ゲール（Croix de guerre、武勲章）を受け、「心身ともに疲れ果てて」復員した。
大戦後、パリ講和会議が開催され、ヴェルサイユ条約が締結される2日前の1919年6月26日、統一社会党の機関紙『リュマニテ』にロマン・ロランが起草した「精神の独立宣言（Déclaration d’Indépendance de l’Esprit）」が掲載された。大戦への反省から、ナショナリズム（国家主義、国粋主義）をインターナショナリズム（国際主義）へと発展的に解消することを主眼とする文書であり、戦時中に「思想を代表する者たちが … 思想を堕落させ、…（おそらくはそれと知らずに）党派・派閥、国家、祖国、特定の階級の私利私欲の道具にした」とし、「このような危険な妥協、屈辱的な結託、暗黙の隷属から精神を解き放とう」と訴えた。この宣言にはブロックと彼が『レフォール・リーブル』誌を通じて活動を共にしてきたアルコス、バザルジェット、シュヌヴィエール、デュアメル、ジューヴ、マルティネ、ジュール・ロマン、ヴィルドラック、ティーソンを中心に、アンリ・バルビュス、アラン、セヴリーヌ、ポール・シニャック、ポール・ヴァイヤン＝クーチュリエらが署名したが、フランスの知識人だけでなく、国外からもアルベルト・アインシュタイン、ハインリヒ・マン、ヘルマン・ヘッセ、ダフィット・ヒルベルト、ヴィルヘルム・フェルスター、レオンハルト・フランク、ケーテ・コルヴィッツ、パウル・ナトルプ（以上ドイツ）、シュテファン・ツヴァイク（オーストリア）、エルネスト・ブロッホ（スイス）、ベネデット・クローチェ（イタリア）、バートランド・ラッセル、ロジャー・フライ、イズレイル・ザングウィル（以上イギリス）、アプトン・シンクレア、ジェーン・アダムズ（以上、アメリカ）、ヴェルネル・フォン・ヘイデンスタム、エレン・ケイ、セルマ・ラーゲルレーヴ（以上、スウェーデン）、ヤコブス・カプタイン（オランダ）、フランス・マシリール（ベルギー）、ラビンドラナート・タゴール（インド）ら多くの知識人が署名した。これに対してアクシオン・フランセーズのアンリ・マシス、シャルル・モーラスら反動的な知識人が、同年7月19日付の『フィガロ』紙に「知性党のために（Pour un parti de l'intelligence）」と題する宣言を発表し、フランス革命以前（アンシャン・レジーム）の王党派的古典主義に基づくナショナリズム・フランス中心主義を主張した。一方でこの後、「精神の独立宣言」支持者間でも意見の対立が生じた。いわゆる「バルビュス＝ロラン論争」であり、ブロックは一種板挟みの状況に置かれることになる（後述）。
1919年に統一社会党ヴィエンヌ県支部の日刊紙『ヴィエンヌのプロレタリア（Le Prolétaire de la Vienne）』（1920年の共産党結成後は同党の機関紙）の創刊に参加し、第三インターナショナル（コミンテルン）への加盟を求める運動を行うと同時に、『リュマニテ』紙にも積極的に寄稿し、ヴィエンヌ県のコミンテルン委員会で活動した。実際、統一社会党員の大多数がマルセル・カシャンとリュドヴィック＝オスカール・フロッサールの発議によるコミンテルン加盟を支持し、1920年12月末のトゥール党大会で加盟を決議。統一社会党（SFIO）は「共産主義インターナショナル・フランス支部（SFIC、現フランス共産党）」が結成され、加盟に反対した少数派は統一社会党（SFIO）として1969年まで活動を継続した。SFICは翌1921年に「共産党 SFIC（Parti socialiste SFIC）」、1943年にコミンテルンが解散した際に現在の「フランス共産党」に改称した（以下、「共産党」とする）。ブロックは1921年に共産党に入党したが、ソビエト連邦誕生（1922年）後のソ連共産党の一党独裁制に反対して1924年に離党した。第二次大戦勃発直前に反ファシズム運動の一環として再入党する（後述）。

### 労働運動、反戦・平和運動
ブロックはこの頃から社会主義・共産主義を背景に労働運動、反戦・平和運動にも参加し、1920年には労働運動家ピエール・モナットの革命サンディカリスムの運動に関わり、モナットが1909年に創刊した『労働者生活』誌に参加。また、1919年にバルビュスが結成した国際反戦・平和運動「クラルテ」への参加を求められ、18か月にわたって躊躇った挙句に参加し、機関誌『クラルテ』の編集委員を務めた。躊躇っていた理由は、「精神の独立宣言」発表およびクラルテ運動結成の直後からバルビュスとロマン・ロランの間に思想的な対立が生じていたからである。クラルテ運動は当初、反戦（反軍国主義）・国際主義を掲げていたが、まもなく資本主義を批判し、ボリシェヴィキを支持。バルビュス自身、コミンテルン加盟を支持し、1923年に共産党を支持し、1923年に入党した。これに対して、ロマン・ロランは当初はクラルテ運動を支持したものの、あくまでも超党派的な国際主義・平和主義を主張し、ボリシェヴィキの武力による革命を批判した。ブロックは『クラルテ』誌の編集委員を引き受けた直後の1921年末から翌22年初めにかけて同誌に「楽観主義と悲観主義」と題する一連の記事を掲載した。これはバルビュスの立場とロランの立場を融合させようとする試みであり、バルビュスは十月革命を盲目的に支持したのではない、彼はロランの戯曲『リリュル』に見られるような悲観主義の立場を取ることはないと論じた。これに対してロランは、『リリュル』における信仰喪失は彼自身のものではなく、彼自身の信仰は揺るぎないと反論した。
この論争は、1923年にロマン・ロランが「精神の独立宣言」に基づく平和主義の文芸雑誌『ユーロープ』を創刊しようとした際にも尾を引いていた。ロランとしてはブロックを編集長に任命したが、ブロックは自らの政治的な信条に従って著作活動に専念したいという理由でこれを断った。ただしこの一方で、『レフォール・リーブル』誌の寄稿者であったデュアメル、ヴィルドラック、バザルジェット、シュヌヴィエールらとともに最も積極的に寄稿し、事実上、『ユーロープ』誌の活動を支えることになった。1936年に刊行された随筆集『ある文化の誕生』は、後のモスクワ滞在中の記事も含め、主に『ユーロープ』誌掲載の記事を編集したものであり、彼の思索と政治活動の経緯をたどることができる。さらに、『ユーロープ』誌の出版社であるリーデル出版社（現フランス大学出版局）の「現代フランス散文作家」叢書の編集長を務めた。

### シオニズム
ブロックは1920年代に入ると『レフォール・リーブル』誌の寄稿者であったシオニズム運動家のアンドレ・スピールと親交を深め、シオニズム団体と連絡を取り合うなどシオニズムの運動に参加するようになった。こうした関係から、1925年にはヘブライ大学（イスラエルの国立大学）の開校式に招待され、この際にパレスチナを訪れ、左派の新聞『ル・コティディアン（Le Quotidien）』や『ラントランジジャン』に報告した。これらの記事は没後1970年7月に「ユダヤ人ロビンソン」と題して『ユーロープ』誌に記載された。同じ1925年にユダヤ系作家アルベール・コーエンが世界シオニスト機構の支援を得て創刊した雑誌『ユダヤ評論（La Revue juive）』の活動を支持し、これを機に、コーエンとの交流が始まった。同誌は新フランス評論（NRF）出版社から刊行され、フロイトやアインシュタインも編集委員会に参加し、アンドレ・スピール、マックス・ジャコブ、ジャン・カスー、レオン・ブルム、イリヤ・エレンブルグ、レオン・ブランシュヴィックらが寄稿、6号で終刊になったが、創刊号に前年同じNRF出版社から刊行されたブロックの紀行『貨物船に乗って』のピエール・アンプによる書評が掲載された。

### 反ファシズム運動
共産党を離党した後のブロックの政治的立場はトロツキーが用いた意味における「同伴者」、すなわち、十月革命を支持する作家ではなく、共産主義よりむしろ社会主義に近い左派の作家、あるいはロマン・ロラン的な平和主義者であり、ジャン・リュシェールが1931年1月18日付『ノートル・タン（現代）』（リュシェール自身により1927年に創刊、1940年に終刊）に掲載した平和主義宣言に署名し、仏独の和解、融和、協力のための仏独委員会の会議に参加、また、1931年に政党および哲学・宗教団体から独立した平和運動を目指す団体としてヴィクトル・メリックによって結成された平和闘士国際連盟（LICP）の名誉委員会の委員を務めた。
一方、1932年には共産主義・共産党との関わりを否定したうえで、「プロレタリア国家」としてのソ連に対する同調を示し、国際革命作家同盟のベラ・イレシュに「帝国主義戦争の脅威にどのように対応するべきか」と尋ねられたときに、「私は共産党員ではない。私はいかなる政党にも属さない。私自身の良心以外のいかなる指示・命令にも従わない。私は1917年から一貫した態度を取っている。この態度は、理論においても実践においても、必ずしもロシア革命への敬意や愛着に関わるものではない。私は常に、そして情熱的にプロレタリア国家を擁護してきた」と語っている。
ヒトラー内閣の成立に連動してアクシオン・フランセーズを中心とする右派・極右団体が民衆を扇動して起こした1934年2月6日の危機を受けて、1935年3月に左派知識人が結成した反ファシズム知識人監視委員会（会長：民族学者ポール・リヴェ、副会長：哲学者アラン、物理学者ポール・ランジュヴァン）に参加し、1935年に同委員会が「イタリア・ファシズムの犯罪に抗議する」文書を発表し、反ファシズム運動により拘禁・強制移住・強制収容されたイタリア人を支援する国際委員会を結成した際には、ブロックとロマン・ロランが委員長を務めた。同委員会はまた、1935年9月15日付『ユーロープ』誌でファシスト政権下の国家防衛特別裁判所によって禁錮刑に処されたアントニオ・グラムシ、ウンベルト・テッラチーニ、アレッサンドロ・ペルティーニらの釈放を求め、同号でブロックはエチオピア戦争におけるイタリアに対する宥和政策を批判した。さらに、国際革命作家同盟のフランス支部として設立された革命作家芸術家協会（AEAR）の機関誌『コミューン（Commune）』に、ブロック、ポール・ニザン、アラゴン、バルビュス、トリスタン・ツァラ、ポール・ヴァイヤン＝クーチュリエらによる「エチオピア戦争に反対する作家・芸術家」の声明が掲載された。
ソ連では1932年に共産党中央委員会の決議でこれまで存在した文学団体がすべて解体され、1934年8月にモスクワで第一回ソビエト連邦作家大会が開催され、ソビエト連邦作家同盟が結成された。ブロックはこの大会にアンドレ・マルロー、アラゴン、ニザンらとともに参加し、演説を行った。演説では、ソ連と資本主義諸国の教育制度・文化政策を比較し、後者は不平等に基づくものであると批判する一方で、芸術は「異議申し立て、反体制（opposition）」から生まれ、画一化や体制順応主義・大衆迎合主義への抵抗でもあることを強調し、ソ連共産党のカール・ラデックに個人主義だと批判された。これに対してブロックは、フランスには革命の歴史があり、自由と個人を蔑ろにするという過ちを犯したこともあることに言及し、フランスにおける共産主義革命は西欧革命史との関連においてのみ実現されると反論した。ソ連には19か月滞在し、『ユーロープ』誌に多くの記事を発表すると同時に、ロマン・ロランと連絡を取り、トロツキー（1929年国外追放）の左翼反対派を支持して投獄され、出獄したものの1933年に再び逮捕されてウラルのオレンブルクに流刑にされたヴィクトル・セルジュについて当局に問い合わせ、彼の釈放を求める運動に参加した（この結果、セルジュは1936年に国外追放され、フランスに亡命した）。
帰国後はソ連に関する講演・執筆活動に奔走した。また、ブロックのソ連滞在中に同国が1933年のヒトラー内閣の成立を受けて、これまでの対外政策を大きく転換し、1934年に国際連盟に加盟、1935年のコミンテルン第7回大会で反ファシズム統一戦線の結成を提案したことも、フランスにおける人民戦線の結成と併せて、後のブロックの思想と活動を方向づけることになった。1935年6月にはファシズムから文化を守ることを目的とした第一回文化擁護国際作家会議がバルビュス、ロマン・ロラン、マルロー、ジッド、アラゴンらの提案によりパリで開催され、ソ連のイリヤ・エレンブルグ、イサーク・バーベリ、ドイツのハインリヒ・マン、ベルトルト・ブレヒト、アンナ・ゼーガース、オーストリアのローベルト・ムージル、英国のオルダス・ハクスリーら約38か国から320人の文学者が参加した。「文化遺産」、「ヒューマニズム」、「国民と文化」、「個人」、「思想の尊さ」、「社会における作家の役割」、「文学創造」、「文化擁護のための作家の行動」のテーマで行われたこの大規模な反ファシズム作家会議で、ブロックはハインリヒ・マンとともに「文学創造」の分科会の司会を務め、「文学創造と人間社会」と題する講演を行った。この会議の概要と主な講演についてはバルビュスの『世界』誌や『コミューン』誌で報告され、邦訳も『文化の擁護 - 1935年パリ国際作家大会』として刊行された。
1936年、ロマン・ロランの『ユーロープ』誌創刊の趣旨である「精神の独立」、超党派的な「自由な思想、真に国際的な思想の雑誌」であった同誌が、反ファシズム運動を背景に共産党に「乗っ取られた」ことを批判して、ジャン・ゲーノが編集長を辞任した。彼は共産党の政策に批判的であり、1936年8月に始まったモスクワ裁判について最初に記事を書いたのも彼であった。ブロックは『ユーロープ』友の会と新編集委員会の結成に尽力し、ジャン・カスーが新編集長に就任した。
1936年6月に講演を行うためにスペインを訪れたブロックは、翌7月にスペイン人民戦線政府に対してフランコ将軍がクーデターを起こし内戦が勃発すると、人民連合全国委員会（Comité du Rassemblement populaire français）よって再びスペインに派遣された。ブロックはアサーニャが率いるスペイン人民戦線政府を支持し、内戦への不干渉政策を採ったブルム首相を批判する記事を多く発表し、これらを編集して同1936年に『スペイン、スペイン !』を共産党の出版局から刊行した。

### 政治活動との関連における創作活動
ブロックの政治活動は作家としての活動と密接に関わっている。1930年刊行の演劇論集『演劇の運命』において、万人のための演劇、大衆演劇を目指すと戯曲家としての立場を明確にし、1930年代に複数の戯曲を発表した。1932年に『鷲とガニュメデス』の第1巻として『シビラ』を発表したが、第2巻の執筆中にこの企画を断念し、第2巻の原稿も第二次大戦中に失われ、現存しない。1937年のパリ万国博覧会の際に、人民戦線からの依頼で『ある都市の誕生（Naissance d'une cité）』を執筆した。この作品は、後にナチス・ドイツ占領下の1942年にユダヤ人の大量検挙事件「ヴェロドローム・ディヴェール大量検挙事件」があった場所として知られることになるヴェロドローム・ディヴェール（冬季自転車競技場）で上演された。フェルナン・レジェによる舞台芸術、アルテュール・オネゲルとダリウス・ミヨーによる音楽、指揮はロジェ・デゾルミエールと前衛芸術家が参加し、大成功を収めた。
戦争の危機が迫るなか、ブロックはファシズム国家との闘い、およびスペイン人民戦線（共和派）政府への支持において共産党と活動を共にするようになった。1937年にスペイン人民戦線政府（共和派）を支援するために同政府の援助を得て共産党の新しい機関紙『ス・ソワール』を創刊された際には、トレーズ書記長から依頼を受けたアラゴンに協力を求められ、共同で編集した。同紙はスペイン人民戦線を支持するガブリエル・ペリ、ジャン・コクトー、ジョルジュ・サドゥール、エルザ・トリオレ、ジュリアン・バンダ、ジャン・ブランザらが寄稿し、販売部数が1937年の12万部から2年後の39年に25万部に急増した（同年の『リュマニテ』の販売部数は約35万部）。ブロックは『ス・ソワール』紙でドイツに対する宥和政策であるミュンヘン協定を厳しく批判した。

### 第二次大戦下
反ファシストとしてソ連を支持していたブロックは、1939年8月23日にスターリンとヒトラーが独ソ不可侵条約を締結したことに大きな精神的痛手を負った。さらに、ダラディエ内閣は『リュマニテ』紙、『ス・ソワール』紙、『コミューン』誌など共産党のすべての刊行物を発禁処分にし、さらに、集会や宣伝活動も禁止したため、生計を立てる目途がつかず、しかもユダヤ人で共産党員という二重に困難な状況にあって、ブロックは1941年に妻マルグリットとともにソ連に亡命する決意をした。1941年4月、ソ連大使館によって旅券が発行され、モスクワに到着。ソ連作家同盟とコミンテルンのフランス共産党代表アンドレ・マルティの協力を得て、以後、モスクワに滞在し、ソ連のラジオ放送のフランス語版を担当した。第1回は「一フランス人、占領地帯より到着する」と題する内容で、以後、戦況を報告する数十回にわたる放送内容は没後1949年に『裏切られたフランスより武器をもって起ち上がったフランスへ』として出版された（内容は後藤達雄訳、三一書房刊の目次を参照）。
1941年10月、モスクワの戦いが始まると、ブロックと妻マルグリットはカザン、次いでウファに避難した。ウファには1年間滞在したが、肺炎を患い、ラジオ番組の制作を中断せざるを得なかった。1942年12月にモスクワに戻ると、ラジオ番組の担当を再開する傍ら、戯曲『トゥーロン』を執筆した。この作品は、1944年にアルジェおよび他の北アフリカの都市で上演された後、戦後1945年から翌46年にかけてオデオン座で、さらに1945年には東京の前進座で上演された。
1943年末から1944年初めにかけて肺炎が悪化したうえに、家族の死の知らせが次々と届いた。母ルイーズはユダヤ人の大量検挙に遭ってアウシュヴィッツ強制収容所に送られ、1944年6月4日、86歳のときに殺害された。化学者の娘フランス・ブロック＝セラザンは共産党員として対独レジスタンス運動に参加したために逮捕され、ハンブルクに移送されて1943年2月12日に斬首刑に処された。彼女の夫フレデリック・ラザランも同じく共産党員・レジスタンス運動家としてロワール県サン＝テティエンヌで殺害された。

### 戦後
パリ解放後に『ス・ソワール』紙が再刊されると、当初はモスクワから寄稿したが、1944年12月にトレーズ書記長の取り計らいによってソ連当局からフランス帰国の許可を得ると、バクー（アゼルバイジャン）、テヘラン（イラン）、ダマスカス（シリア）、カイロ（エジプト）、アルジェ、マルセイユを訪れた後、1945年1月16日にパリに到着。以後、再びアラゴンと共同で編集した。
1946年にフランス第四共和政（1946-1958）が成立すると、国民議会（下院）によって共産主義グループの代表として共和国評議会の議員に選出され、国民議会外務委員会の副委員長および国民教育・文芸・スポーツ・青年・余暇委員会の委員長を兼任した。だが、作家として講演会、ラジオ番組出演、雑誌・新聞の記事の執筆などの依頼が多かったために、議会の活動を続けることが困難になり、共産党グループが報道活動に関する事前の許可を取り消す決議を下し、1947年2月27日の議会でブロックがこれについて説明した。

### 死去・没後
この数日後に突然病に倒れ、1947年3月15日、パリにて62歳で死去した。彼は当時、戦争で家族を失うなどあまりにも深い精神的打撃を受けていたとされる。
3月19日、『ス・ソワール』紙の編集部のあるパリ2区ルーヴル通り37番地で共産党主催の葬儀が行われ、主導者の一人ジャック・デュクロとアラゴンが追悼の辞を述べた。
ペール・ラシェーズ墓地に眠る。
1950年、世界平和評議会（フレデリック・ジョリオ＝キュリー議長）により平和の金メダルを授与され、同評議会の象徴である鳩の絵を描いたパブロ・ピカソ、アラゴンの妻でゴンクール賞受賞作家のエルザ・トリオレの立会いのもと、妻マルグリットが代理でこれを受けた。
ブロック一家が住んでいた「ラ・メリゴット」はスペインからの亡命者の隠れ家となった後、第二次大戦中にユダヤ人の財産としてドイツ軍に占領された。1943年にユダヤ人問題担当総局によって競売にかけられたが、買い手がつかないまま放置されていた。2005年にポワティエ市がブロックの遺産相続人から買い取り、18か月にわたる修復工事の後、芸術家支援のための「芸術家の家（La Maison des artistes）」として再開。併せて、表現の自由を守ることを目的として国外からの亡命作家を受け入れている。

## 著書
- Lévy, premiers livres de contes, Éditions de la Nouvelle Revue française, Marcel Rivière & Cie, 1912, 255 p. Édition définitive, Gallimard, 1925.（『レヴィ - 第一短編集』）
- ... Et Cie, Éditions de la Nouvelle Revue française, 1918. Édition définitive, Gallimard, 1925, Réédition 1997, préface de Max Gallo.（『…会社』）- 小説
- Carnaval est mort. Premiers essais pour mieux comprendre mon temps, Éditions de la " Nouvelle Revue française ", 1920.（『謝肉祭人形は死んだ - 現代について理解を深めるための第一随筆集』）
- Locomotives, Éditions de la Nouvelle Revue française, 1924.（『機関車』）
- Sur un Cargo, Éditions de la Nouvelle Revue française, 1924.（『貨物船に乗って』）
- La Nuit kurde, Gallimard, 1925.（『クルドの夜』）- 小説
- Première journée à Rufisque, Kra, 1926.（『リュフィスクの初日』）
- Le Dernier Empereur, Gallimard, 1926.（『最後の皇帝』）- 戯曲 - 1928年4月、エルヴィン・ピスカトール監督によりベルリンで初演
- Dix filles dans un pré, Au Sans-Pareil, 1926.（『牧場の二人の娘』）- 戯曲
- Les Chasses de Renaut, Deuxième livre de contes, Gallimard, 1927.（『ルノー狩り - 第二短編集』）
- Cacaouettes et bananes, Gallimard, 1929.（『落花生とバナナ』）
- Destin du théâtre, Gallimard, 1930.

『演劇の運命』原千代海訳、未來社〈てすぴす叢書〉1954年
- Offrande à la musique, Gallimard, 1930.（『音楽への捧げもの』）
- Destin du siècle. Seconds essais pour mieux comprendre mon temps, Rieder, 1931. (réédition PUF 1995, collection Agora, Avant-propos de Michel Trebitsch)（『今世紀の運命 - 現代について理解を深めるための第二随筆集』）
- Sybilla. L'Aigle et Ganymède tome I, Gallimard, 1932.（『シビラ - 鷲とガニュメデス』第一巻）
- Offrande à la politique. Troisièmes essais pour mieux comprendre mon temps, Rieder, 1933.（『政治への捧げもの - 現代について理解を深めるための第三随筆集』）
- L'anoblissement en France sous François 1er. Essai d'une définition de la condition juridique et économique de la noblesse en France au début du XVIe siècle, Alcan, 1934 (réimpression, Genève, Mégariotis, sans date).（『フランソワ1世治世下のフランスにおける綬爵 - 16世紀初頭のフランス貴族の法的・経済的地位の定義の試み』）- 高等研究学位論文
- Naissance d’une culture. Quatrièmes essais pour mieux comprendre mon temps, Alcan, 1936.（『ある文化の誕生 - 現代について理解を深めるための第四随筆集』）
- Espagne, Espagne !, Éditions sociales internationales, 1936. Réédition Le Temps des cerises, 1996, préface de Carlos Serrano.（『スペイン、スペイン !』）
- L'Avenir de la culture, discours prononcés le 23 juillet 1937 au Comité central du Parti communiste français, par G. Cogniot, P. Vaillant-Couturier, J.-R. Bloch, Comité populaire de propagande.（『文化の将来 - ジョルジュ・コニオ、ポール・ヴァイヤン＝クーチュリエ、ジャン＝リシャール・ブロックが1937年7月23日にフランス共産党中央委員会で行った演説』）
- Toulon et autres pièces (Une perquisition à Paris en 1940, Naissance d'une cité, La Première du « Mariage de Figaro »), Gallimard, 1948. Réédition Les Cahiers de l’Égaré, 1998.（『トゥーロンほかの戯曲』-「1940年、パリの家宅捜索」、「ある都市の誕生」、「『フィガロの結婚』の初演」）
- Moscou-Paris, Éditions Raison d’être, 1947.（『モスクワ＝パリ』） - Les plus belles pages de Jean-Richard Bloch, présentées par Aragon, La Bibliothèque française, 1948.（『ジャン＝リシャール・ブロックの最も素晴らしいテクスト』）
- De la France trahie à la France en armes, commentaires à Radio-Moscou, 1941-1944. Préface de Charles Tillon (Avertissement de Gérard Milhau), Éditions sociales, 1949.

『裏切られたフランスより武器をもつて起ち上つたフランスへ』後藤達雄訳、三一書房、1951年
- L’Homme du communisme, portrait de Staline, Éditions sociales, 1949.

『共産主義の人間スターリン』小場瀬卓三訳、未來社、1953年
- Offrande à la poésie, préface de Denis Montebello, photographies de Marc Deneyer, Poitiers, La Langue bleue, Le Torïï Editions, 2001.（『詩への捧げもの』）

書簡集
- (ロマン・ロランと) Romain Rolland - Jean-Richard Bloch, Deux hommes se rencontrent (1910-1918). Cahier Romain Rolland no 15, Paris, Albin Michel, 1964
- (マルセル・マルティネ（フランス語版）と) Correspondance Jean-Richard Bloch - Marcel Martinet (1911-1935), textes établis et annotés par Haruo Takahashi, Tokyo, Ed. Université Chuô, 1994.（高橋治男編注、中央大学出版部）
- (アンドレ・スピールと) Jean-Richard Bloch & André Spire. Correspondance 1912-1947, édition établie et annotée par Marie-Brunette Spire, Éditions Claire Paulhan, 2011.
- (ジャン・ポーランと) Jean-Richard Bloch & Jean Paulhan, Correspondance 1926-1940, édition établie, préfacée et annotée par Bernard Leuilliot, Éditions Claire Paulhan, 2014.